# Angela Lattanzio
Angela Lattanzio (13 de enero de 1971) es una deportista italiana que compitió en lucha libre. Ganó una medalla de plata en el Campeonato Europeo de Lucha de 1996, en la categoría de 53 kg.

## Palmarés internacional
| Campeonato Europeo | Campeonato Europeo | Campeonato Europeo | Campeonato Europeo |
| Año                | Lugar              | Medalla            | Categoría          |
| ------------------ | ------------------ | ------------------ | ------------------ |
| 1996               | Oslo (Noruega)     | Medalla de plata   | 53 kg              |